# Bliç e Bòrn
En Bòrn (en francès Blis-et-Born) és un municipi francès situat al departament de la Dordonya i a la regió de la Nova Aquitània.

## Demografia
| 1962                                       | 1968 | 1975 | 1982 | 1990 | 1999 | 2007 |
| ------------------------------------------ | ---- | ---- | ---- | ---- | ---- | ---- |
| 318                                        | 251  | 235  | 273  | 305  | 332  | 401  |
| Des de 1962: població sense dobles comptes |      |      |      |      |      |      |

## Administració
| Període   | Identitat           | Partit |
| --------- | ------------------- | ------ |
| 1989-2008 | Alain Bussy         |        |
| 2008-     | Jean-Claude Desplat | PS     |